# Williams FW20
Der Williams FW20 ist ein Formel-1-Rennwagen, mit dem der britische Rennstall Williams F1 an der Formel-1-Weltmeisterschaft 1998 teilnahm. Das Fahrzeug wurde von einer Arbeitsgruppe um den technischen Direktor Patrick Head entwickelt und von einem Mecachrome-Motor angetrieben. Erstmals seit 1988 gelang dem Rennstall, dessen Fahrer in den Vorjahren vier Weltmeistertitel und zahlreiche erste Plätze erzielten, kein Rennsieg. Der amtierende Formel-1-Weltmeister Jacques Villeneuve konnte seinen Titel mit dem FW20 nicht verteidigen, ebenso wenig gelang es ihm zusammen mit seinem Teamkollegen Heinz-Harald Frentzen, für Williams wieder die Konstrukteurswertung zu gewinnen.

## Geschichte

### Hintergrund
Das Ende der Formel-1-Weltmeisterschaft 1997 markierte mehrere Zäsuren in der Geschichte von Williams F1. Der bisherige Chefdesigner Adrian Newey, der maßgeblichen Anteil am Erfolg der in den Vorjahren eingesetzten Fahrzeuge hatte, war nach einem Streit mit der Teamführung zur Konkurrenz McLaren Racing abgewandert. Sein Nachfolger wurde Gavin Fisher, der bereits im Jahr 1989 zu Williams gekommen und seitdem gemeinsam mit Newey die Teamfahrzeuge entwickelt hatte. Auch verlor Williams seinen langjährigen Motorenlieferanten Renault, der sich vorübergehend vollständig aus der Formel 1 zurückzog. Im September 1997 hatte BMW die Rückkehr in die Königsklasse des Motorsports in enger Zusammenarbeit mit Williams angekündigt, wozu auch die Entwicklung eines eigenen BMW-Formel-1-Motors gehörte. Vorgesehenes Einstiegsjahr war aber erst die Formel-1-Weltmeisterschaft 2000. Um die zwei Jahre bis zu diesem Zeitpunkt zu überbrücken, ohne sich langfristig zu binden, entschied die Teamführung um Frank Williams, Renault-Vorjahresmotoren von der französischen Firma Mecachrome aufbereiten zu lassen und einzusetzen. Das Team beschritt damit den gleichen Weg wie Benetton Formula. BMW erhielt nach der Saison von Williams zwei FW20 als Testfahrzeuge für Entwicklungsarbeiten zur Verfügung gestellt. 1999 führte unter anderem der amtierende Sieger des 24-Stunden-Rennen von Le Mans und BMW-Werksfahrer Jörg Müller im Hinblick auf ein mögliches Engagement in der Formel 1 einige Testfahrten durch. Im Technik-Museum Sinsheim wird ein FW20 ausgestellt, der allerdings im Farbschema des Williams FW21 aus der Nachfolgesaison lackiert ist.

### Saison 1998
Der FW20 wurde im Januar 1998 offiziell präsentiert und war dementsprechend rechtzeitig zum Saisonbeginn im März, dem Großen Preis von Australien 1998, einsatzbereit. Die Fahrerpaarung Jacques Villeneuve und Heinz-Harald Frentzen wurde unverändert aus der Vorsaison übernommen, als Test- bzw. Nachwuchsfahrer arbeiteten Max Wilson und Juan Pablo Montoya für das Team. Bereits in den ersten Rennen stellte sich heraus, dass Villeneuves Ziel, seinen Weltmeistertitel zu verteidigen, mit dem FW20 nicht realisierbar war. Williams war zwar weiterhin eines der stärksten Teams, gegen die dominierenden McLaren MP4/13 und Ferrari F300 hatten die FW20-Fahrer aber im direkten Duell keine Chance. Über die Saison klagten die Fahrer immer wieder über starkes Übersteuern sowie mangelnde Bodenhaftung des Fahrzeughecks. So blieben die besten Saisonergebnisse drei Podestplätze. Frentzen wurde beim Lauf in Australien Dritter, Villeneuve erzielte die gleiche Platzierung jeweils in Deutschland und Ungarn. Die Fahrer konnten über die Saison 38 Punkte sammeln, womit sich das Team in der Konstrukteursmeisterschaft gegen die ähnlich starken Verfolger Benetton Formula und Jordan Grand Prix durchsetzen konnte und hinter McLaren und Ferrari den dritten Platz belegte. Das teaminterne Duell gewann Villeneuve gegen Frentzen mit 21 zu 17 Punkten. Zum Saisonende verließen beide Fahrer das Team, die Wagen wurden bei keinen weiteren Rennen eingesetzt und durch die Weiterentwicklung Williams FW21 ersetzt.

## Technik

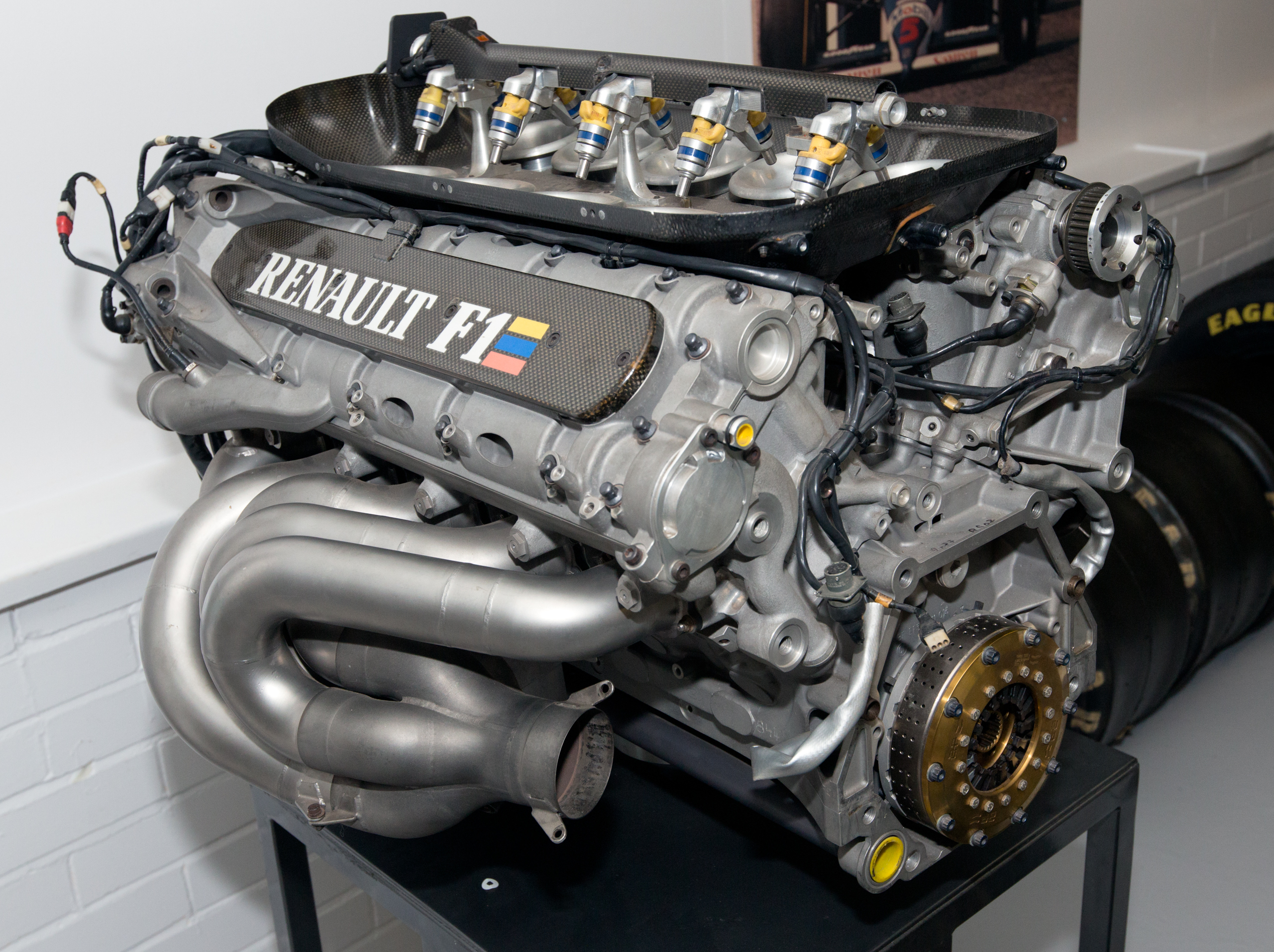
Renault-Formel-1-Motor der 1990er-Jahre, dessen letzte Entwicklungsstufe RS9 zum Mecachrome GC37-01 weiterentwickelt wurde

Der Williams FW20 war der Nachfolger des Williams FW19 aus der Saison 1997 und basierte in großen Teilen auch auf diesem Vorjahresfahrzeug. Das Chassis bestand aus kohlenstofffaserverstärktem Kunststoff. Maßgeblich überarbeitet wurden nur Front- und Heckflügel, das Cockpit sowie die Aufhängungen, da zur Saison 1998 von der Fédération Internationale de l’Automobile (FIA) ein neuer Regelkatalog verabschiedet wurde, der unter anderem die maximale Fahrzeugbreite von 2.000 mm auf 1.800 mm senkte sowie größere Cockpitöffnungen vorschrieb. Weitere Änderungen wurden am Kühlsystem, dem Diffusors sowie stellenweise an der Aerodynamik des Monococques durchgeführt. Während der Saison wurden einige große Designfehler im Fahrzeug offensichtlich, die das Fahrverhalten negativ beeinflussten und kurzfristig nicht mehr behoben werden konnten. Der Zuverlässigkeit des Fahrzeuges tat das aber keinen Abbruch – es kam über die Saison zu keinem Ausfall, der auf das Chassis selbst zurückzuführen war. Sechsmal schieden die Fahrer aufgrund von Fahrfehlern bzw. Kollisionen aus, einmal erlitt Frentzen einen Motorschaden.
Für die Motorisierung kam der GC37-01 von Mecachrome zum Einsatz, der auf dem Renault-Vorjahresmotor RS9 basierte. Dieser aus Aluminium gefertigte 3.0-Liter-Zehnzylindermotor leistete bis zu 560 kW bzw. 775 PS bei 15.900 Umdrehungen pro Minute, war allerdings aufgrund der begrenzten Ressourcen des Unternehmens im Vergleich zur werksunterstützten Konkurrenz ins Hintertreffen geraten, wodurch Williams den langjährigen Vorteil des stärksten Motors einbüßte. Das sequenzielle Sechsgang-Getriebe wurde von Williams selbst entwickelt, aber weiterhin transversal – im rechten Winkel zum Motor vor der Hinterachse angeflanscht – ausgeführt. Das brachte im Gegensatz zum moderneren Konzept des längs zum Motor angebrachten Getriebes, dem inzwischen viele Konkurrenten folgten, aufgrund des höheren Platzbedarfs aerodynamische Nachteile. Reifenlieferant war die Goodyear Tire & Rubber Company, die aber bereits 1997 ihren Ausstieg aus der Formel 1 angekündigt und entsprechend deutlich weniger in die Entwicklung neuer Reifen für den zur Saison 1998 vorgeschriebenen Wechsel vom profillosen Slick zum Rillenreifen investiert hatte als der Konkurrent Bridgestone, was sich in Nachteilen für die Teams mit Goodyear-Bereifung insbesondere bei heißen Streckenbedingungen manifestierte. Schmierstoffe und Benzin wurden von der BP-Marke Castrol bezogen.

## Lackierung und Sponsoring
Mit dem Ende der Saison 1997 verloren die Williams-Fahrzeuge ihr charakteristisches Farbschema der vergangenen Jahre in Weiß-Blau-Hellbraun, da sich der Hauptsponsor Rothmans dazu entschlossen hatte, nicht mehr für die gleichnamige Kernmarke, sondern für die hauptsächlich in Australien und Ozeanien bekannte Nebenmarke Winfield Tobacco zu werben. Entsprechend trat das Team nun unter dem Namen Winfield Williams auf. Das Fahrzeug wurde dem Corporate Design folgend zu großen Teilen in Rot lackiert, an Flügel, Lufthutze und Fahrzeugnase befanden sich orange-weiße Akzente. Dadurch ergab sich eine optische Ähnlichkeit mit den Fahrzeugen der Scuderia Ferrari, was insbesondere aufgrund der engen, teilweise umstrittenen Duelle zwischen den Fahrern der Rennställe in den Vorjahren für Irritationen sorgte. In Ländern, in denen Tabakwerbung nicht erlaubt war, wurde der Winfield-Schriftzug durch das Logo der Marke, ein orangefarbener Rhombus mit der schwarzen Silhouette eines Kängurus, ersetzt. Nebensponsoren waren die deutsche Brauerei Veltins, Castrol, die Falke-Gruppe, Woody Woodpecker, Magneti Marelli, Sonax und die Automobilzeitschrift auto motor und sport.

## Galerie

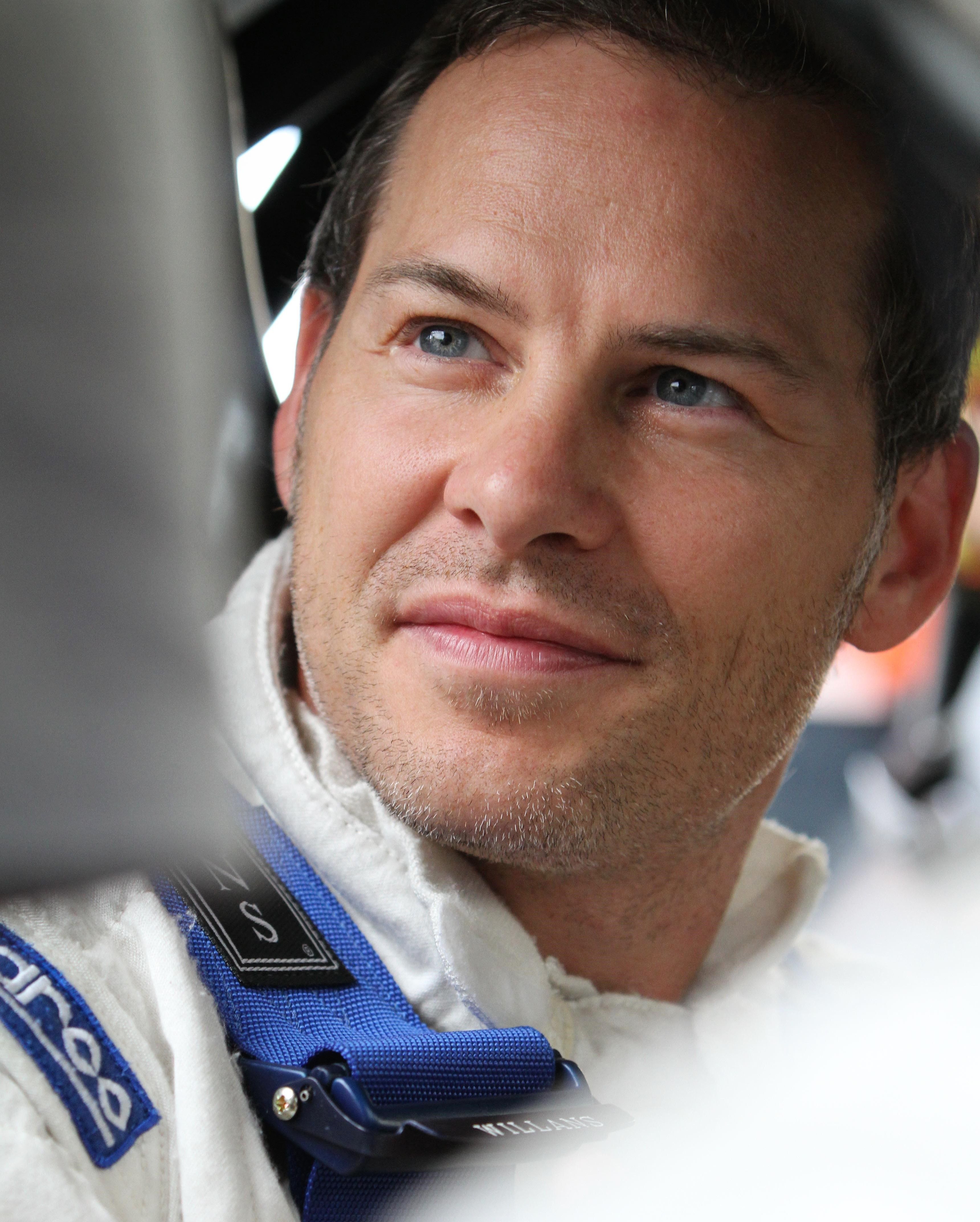
Jacques Villeneuve startete 1998 als amtierender Weltmeister mit dem FW20
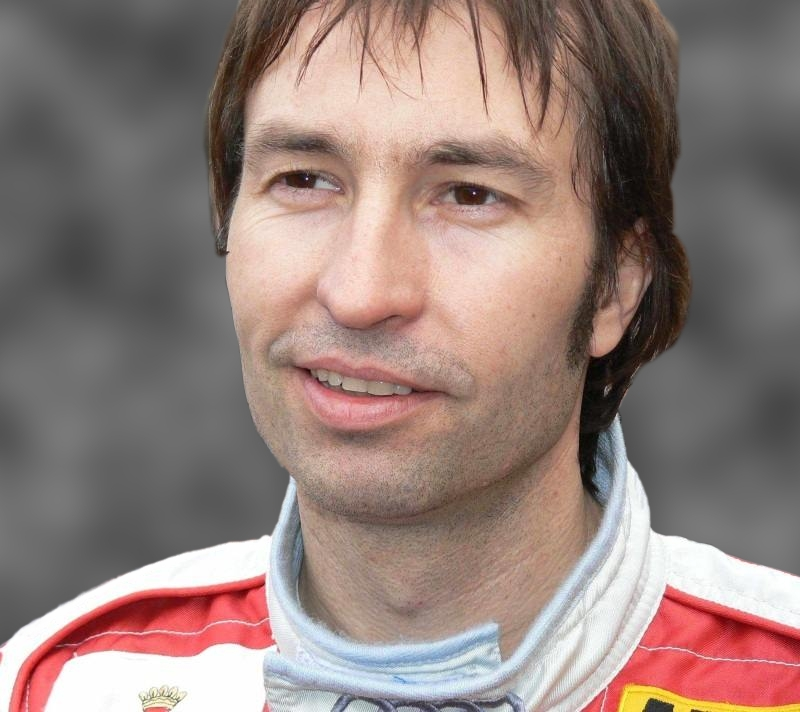
Heinz-Harald Frentzen ging 1998 in seine zweite Saison mit dem Williams-Team
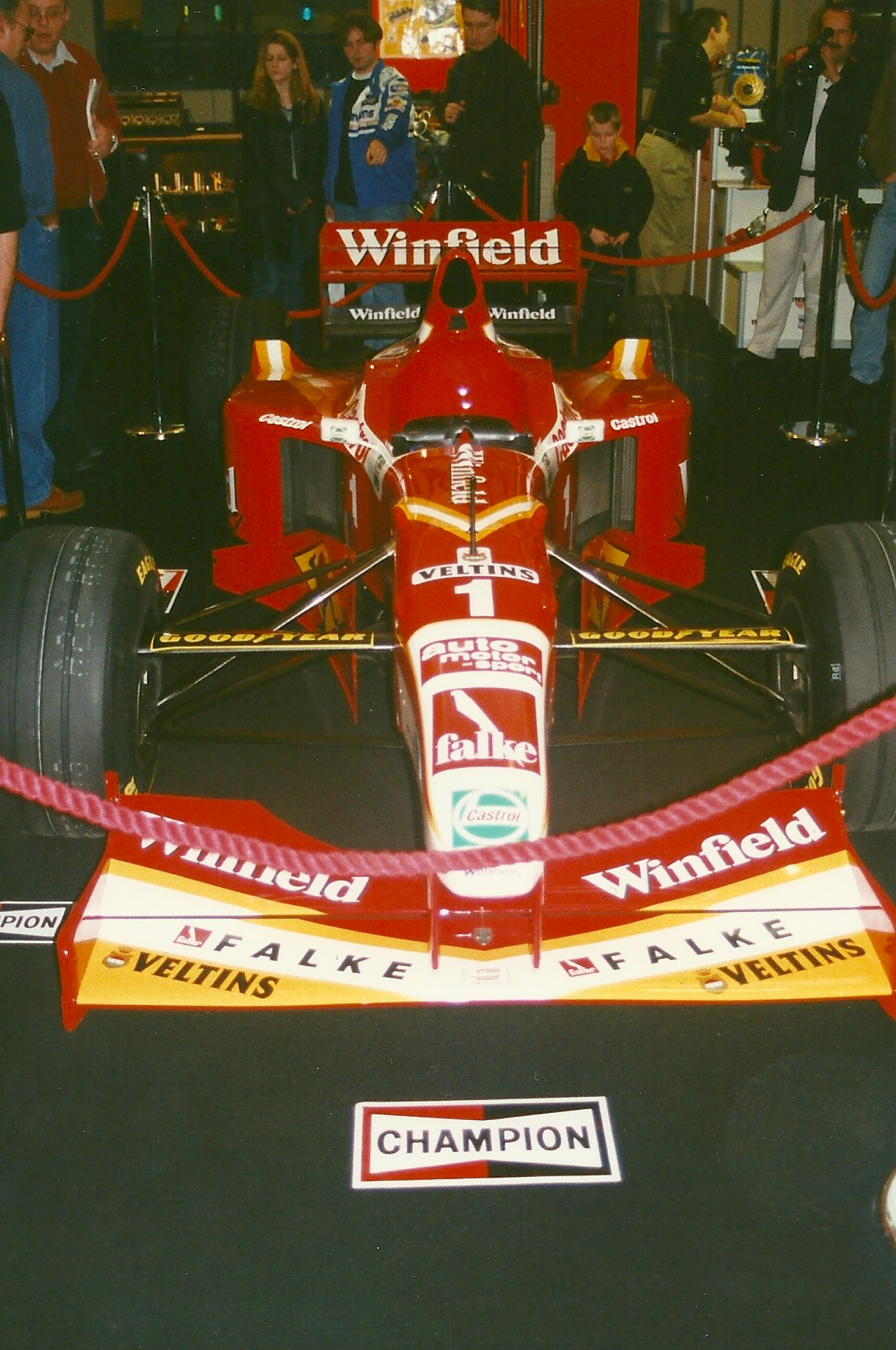
Frontansicht des FW20
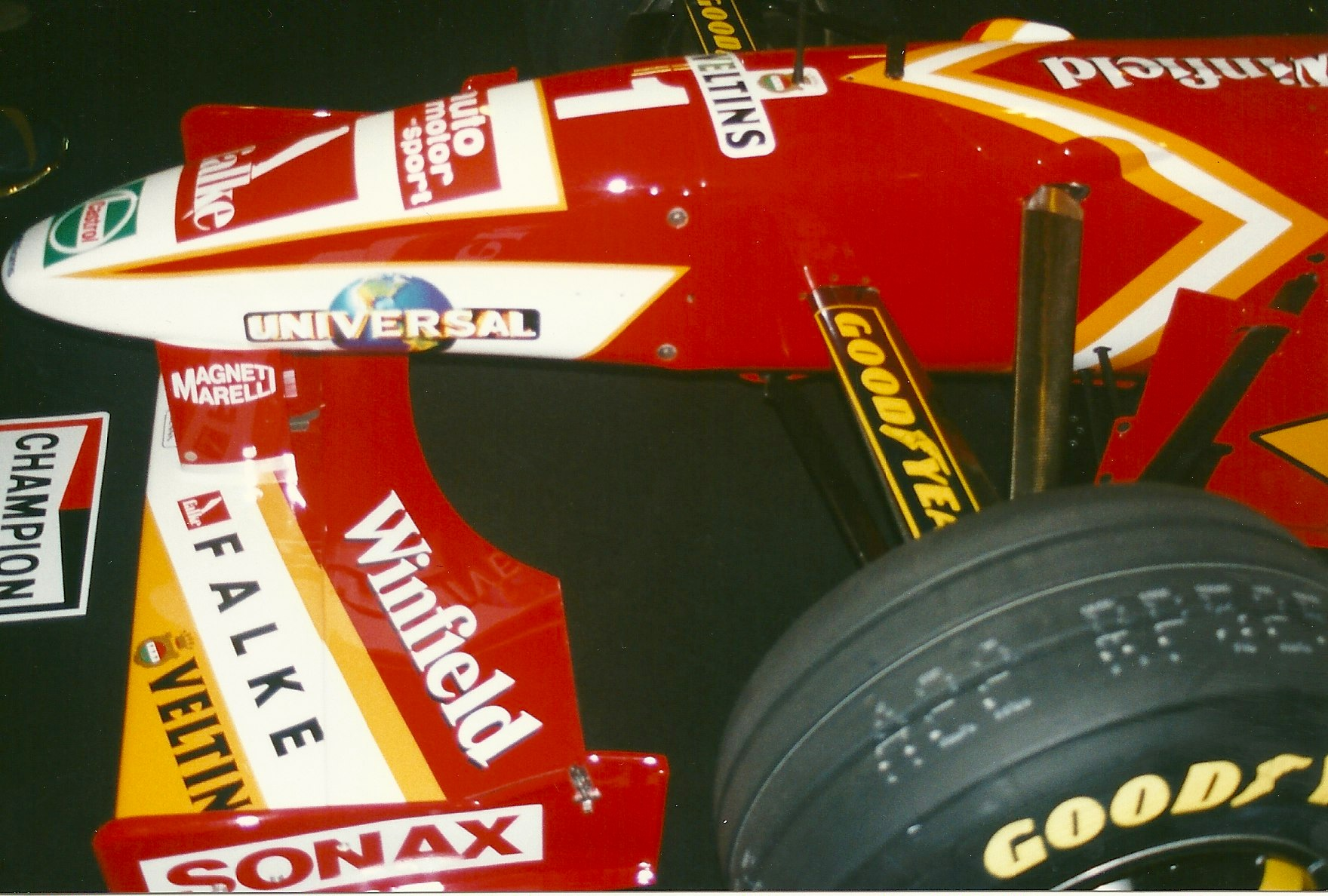
Seitenansicht der Fahrzeugnase
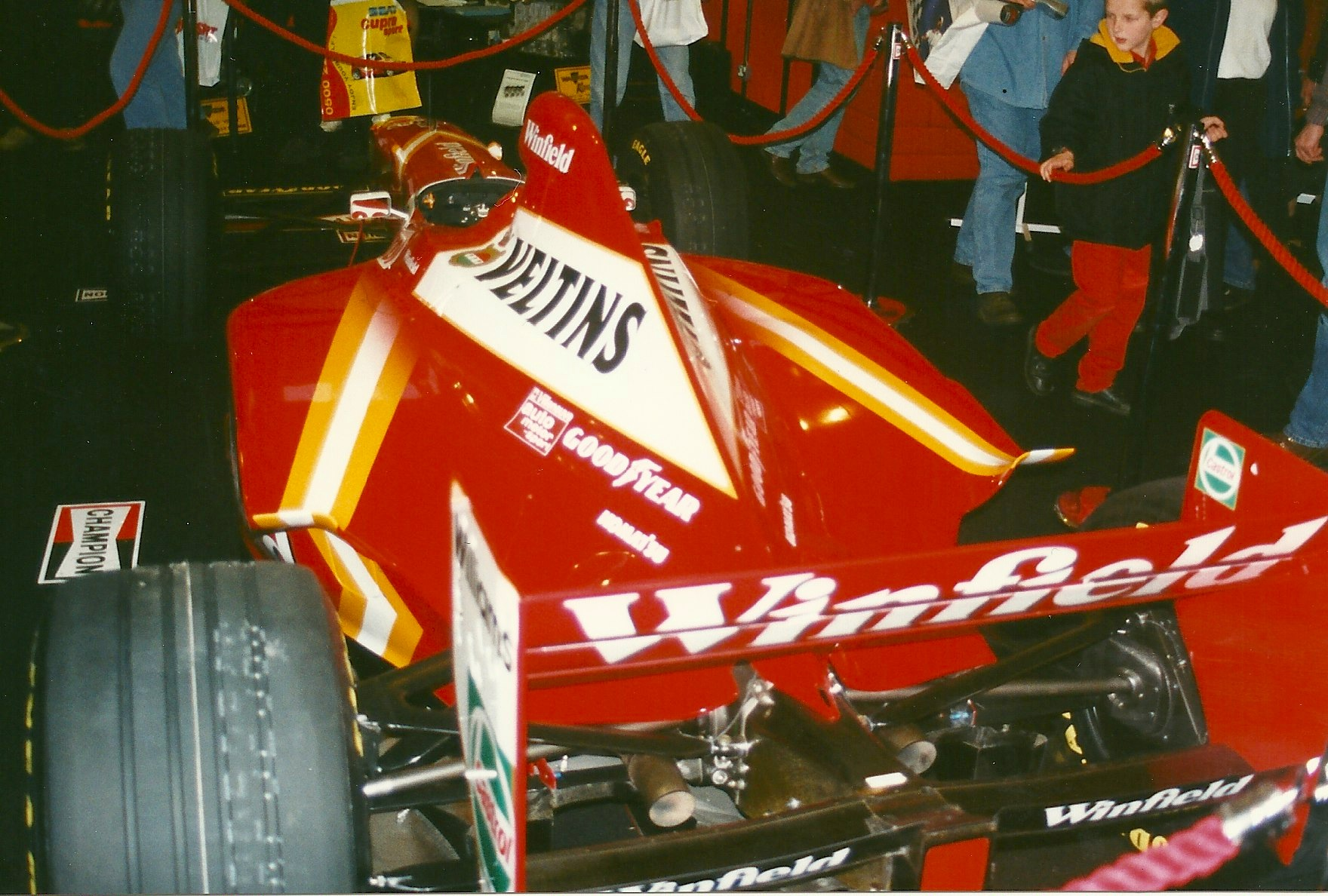
Blick auf das Fahrzeugheck
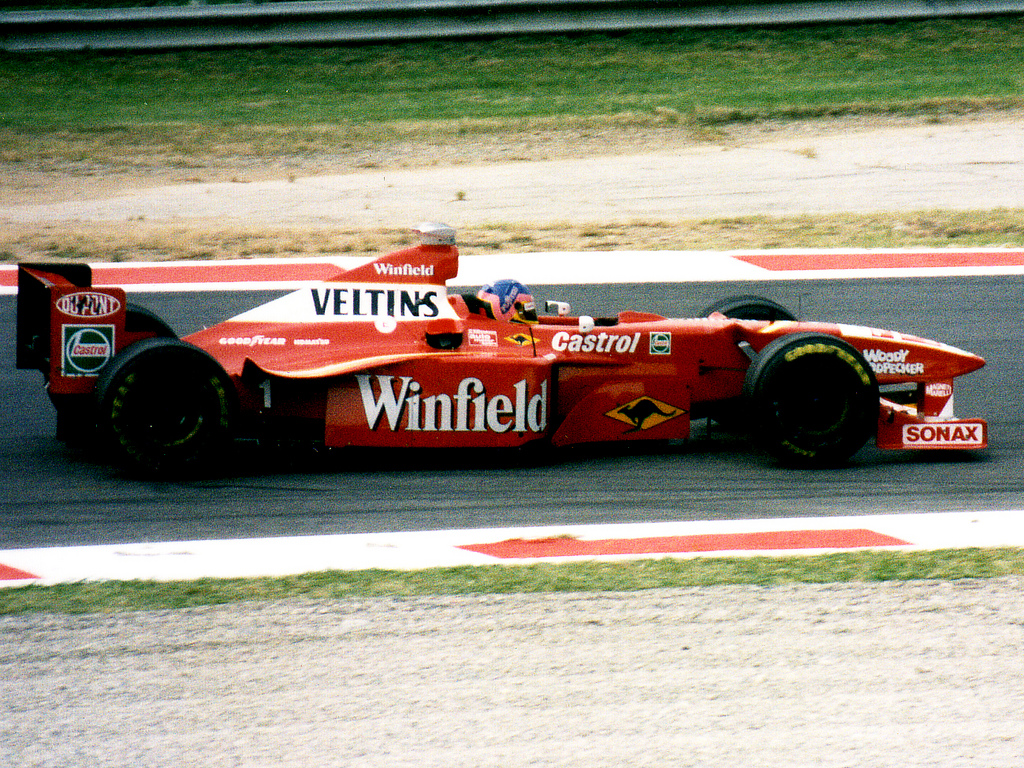
Villeneuve im FW20 beim Grand Prix von Italien, 1998
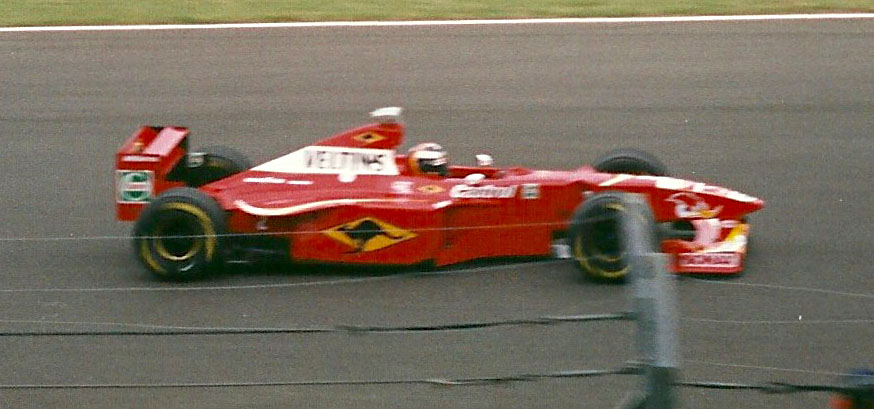
Frentzen im FW20 ohne Winfield-Schriftzug beim Rennen in Großbritannien, 1998
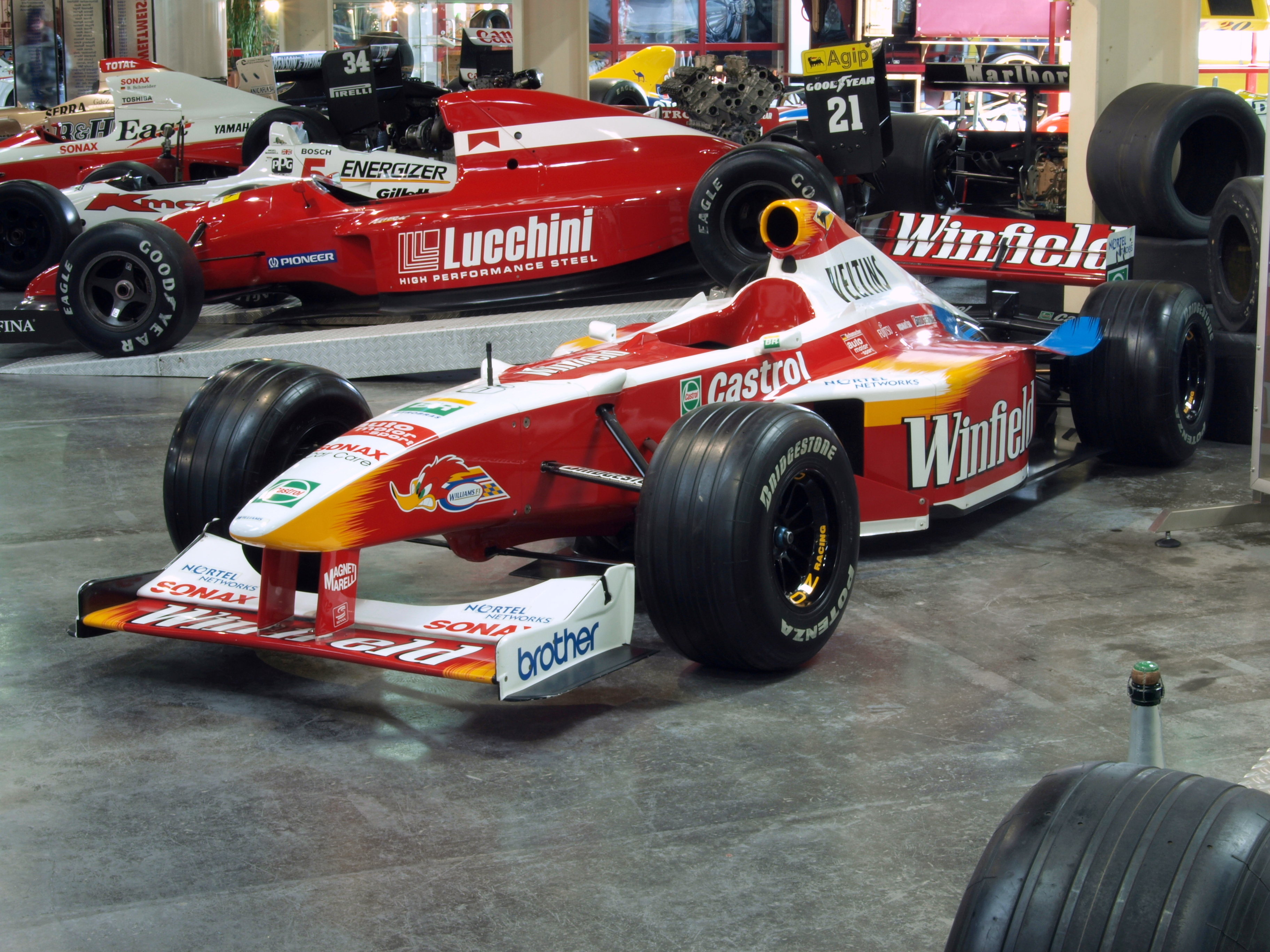
FW20 in der Lackierung des FW21 aus der Saison 1999 im Technik-Museum Sinsheim

## Ergebnisse
| Fahrer                          | Nr.                             | 1 | 2 | 3   | 4 | 5 | 6   | 7   | 8  | 9   | 10  | 11 | 12 | 13  | 14  | 15 | 16 | Punkte | Rang |
| ------------------------------- | ------------------------------- | - | - | --- | - | - | --- | --- | -- | --- | --- | -- | -- | --- | --- | -- | -- | ------ | ---- |
| Formel-1-Weltmeisterschaft 1998 | Formel-1-Weltmeisterschaft 1998 |   |   |     |   |   |     |     |    |     |     |    |    |     |     |    |    | 38     | 3.   |
| J. Villeneuve                   | 1                               | 5 | 7 | DNF | 4 | 6 | 5   | 10  | 4  | 7   | 6   | 3  | 3  | DNF | DNF | 8  | 6  | 38     | 3.   |
| H. H. Frentzen                  | 2                               | 3 | 5 | 9   | 5 | 8 | DNF | DNF | 15 | DNF | DNF | 9  | 5  | 4   | 7   | 5  | 5  | 38     | 3.   |

| Legende  | Legende            | Legende                                                          |
| Farbe    | Abkürzung          | Bedeutung                                                        |
| -------- | ------------------ | ---------------------------------------------------------------- |
| Gold     | –                  | Sieg                                                             |
| Silber   | –                  | 2. Platz                                                         |
| Bronze   | –                  | 3. Platz                                                         |
| Grün     | –                  | Platzierung in den Punkten                                       |
| Blau     | –                  | Klassifiziert außerhalb der Punkteränge                          |
| Violett  | DNF                | Rennen nicht beendet (did not finish)                            |
| Violett  | NC                 | nicht klassifiziert (not classified)                             |
| Rot      | DNQ                | nicht qualifiziert (did not qualify)                             |
| Rot      | DNPQ               | in Vorqualifikation gescheitert (did not pre-qualify)            |
| Schwarz  | DSQ                | disqualifiziert (disqualified)                                   |
| Weiß     | DNS                | nicht am Start (did not start)                                   |
| Weiß     | WD                 | zurückgezogen (withdrawn)                                        |
| Hellblau | PO                 | nur am Training teilgenommen (practiced only)                    |
| Hellblau | TD                 | Freitags-Testfahrer (test driver)                                |
| ohne     | DNP                | nicht am Training teilgenommen (did not practice)                |
| ohne     | INJ                | verletzt oder krank (injured)                                    |
| ohne     | EX                 | ausgeschlossen (excluded)                                        |
| ohne     | DNA                | nicht erschienen (did not arrive)                                |
| ohne     | C                  | Rennen abgesagt (cancelled)                                      |
| ohne     | keine WM-Teilnahme |                                                                  |
| sonstige | P/fett             | Pole-Position                                                    |
| sonstige | 1/2/3/4/5/6/7/8    | Punktplatzierung im Sprint-/Qualifikationsrennen                 |
| sonstige | SR/kursiv          | Schnellste Rennrunde                                             |
| sonstige | *                  | nicht im Ziel, aufgrund der zurückgelegten Distanz aber gewertet |
| sonstige | ()                 | Streichresultate                                                 |
| sonstige | unterstrichen      | Führender in der Gesamtwertung                                   |